# موتسو (غيفو)
مدينة موتسو (بالإنجليزية: Motosu)‏ هي أحد المدن التابعة لمحافظة غيفو. تأسست رسميًا في 01/02/2004. ويقدر عدد سكانها بـ 34729 نسمة حسب تقدير مكتب الإحصاء الياباني لعام 2012. تبلغ مساحة موتسو 374.57 كم2. بكثافة سكانية تبلغ 92.7 نسمة/كم2.